# M8 Greyhound
Pour les articles homonymes, voir M8.
Le M8 Light Armored Car, surnommé Greyhound par les Britanniques, est un véhicule blindé à roues produit par la Ford Motor Company et utilisé par les Alliés au cours de la Seconde Guerre mondiale. Développé dans l’urgence entre 1941 et 1942, le M8 est initialement prévu pour servir de chasseur de chars léger, mais l’obsolescence de son armement pour ce type de mission apparaît avant même la fin de sa conception et il est redirigé vers le rôle de véhicule blindé de reconnaissance. Par souci de standardisation de son matériel, l’United States Army fait du M8 son modèle unique d’automitrailleuse en octobre 1942, mais des retards liés à la négociation du contrat avec Ford repoussent sa mise en production au mois de mars 1943. Celle-ci s’achève en juin 1945 sur un bilan de 8 634 exemplaires construits.

## Développement

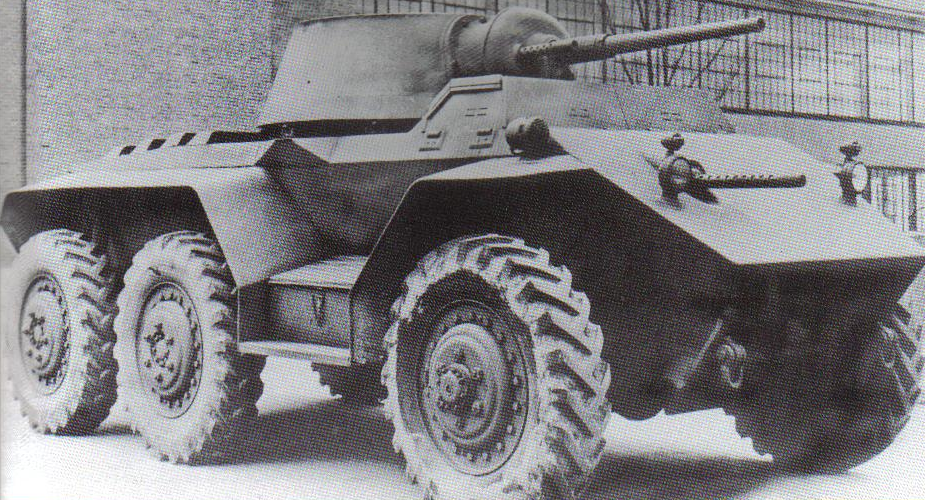
Le T22, premier prototype du M8, en mars 1942.

En 1940, à la suite des résultats obtenus par les blindés allemands pendant la campagne de France, l’armée américaine fait de la lutte antichar un élément clé de sa doctrine et crée le Tank Destroyer Command. Elle cherche alors à se procurer un canon antichar mobile, mais le premier véhicule réalisé, le M6 Gun Motor Carriage, se révèle peu satisfaisant. L’Ordnance department lance donc en juillet 1941 un appel d’offres pour un chasseur de char léger, dont l’aspect est déjà défini dans les grandes lignes : un camion 6x4 disposant d’une tourelle armée d’un canon de 37 mm et d’une mitrailleuse de 7,62 mm, une autre mitrailleuse de même calibre en proue et un blindage capable de résister à des balles de 12,7 mm à l’avant et 7,62 mm sur les côtés, pour un poids maximal de cinq tonnes.
Trois offres sont retenues pour la poursuite du développement : d’abord le T22 de Ford et le T23 de Fargo, une filiale de Chrysler en octobre 1941, puis, le 23 janvier 1942, le T43, renommé ultérieurement T21, de Studebaker. Les Américains réalisent cependant à cette date que le canon de 37 mm n’est pas adapté au combat contre les chars modernes et le programme est réorienté vers la production d’une automitrailleuse de reconnaissance à la place d’un chasseur de char léger. Ford est le premier à livrer un prototype, dont les essais débutent le 16 mars 1942 à Aberdeen, avant de se poursuivre à Fort Knox à partir du 19 mars. Ces derniers étant satisfaisants et le besoin d’un nouveau véhicule urgent, le T22 est accepté le 21 avril 1942, sans attendre la livraison des T21 et T23,. Les tests ayant toutefois mis en évidence un certain nombre de défauts, une nouvelle version, dite T22E2, est mise au point dans les mois qui suivent, celle-ci prenant le 22 juin 1942 la désignation officielle « Light Armored Car, M8 ».

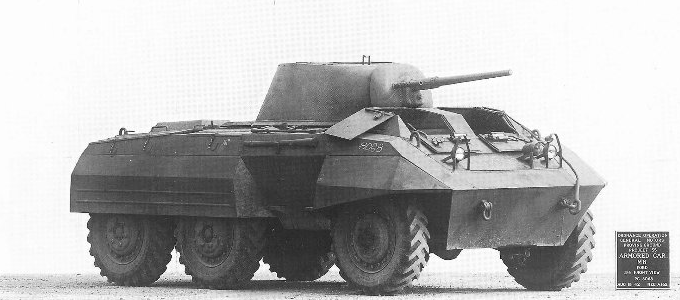
Le T22E2, troisième prototype du M8, en août 1942.

Le choix du M8 ne fait pas l’unanimité. La cavalerie notamment, l’un de ses principaux destinataires, le trouve trop lourd, trop lent et trop peu performant en tout-terrain. L’insatisfaction augmente encore en octobre 1942, lorsque, suivant les recommandations d’une commission, dite Palmer Board, l’état-major décide d’imposer le M8 comme unique automitrailleuse pour l’ensemble des forces armées. Cette décision permet de faciliter la logistique, mais suscite la grogne des forces blindées, qui trouvent le M8 trop léger, et partagent l’avis de la cavalerie sur la faiblesse du véhicule en tout-terrain. La presse finit par s’emparer de ces controverses et le M8 fait l’objet à partir de juin 1943 d’articles hostiles, notamment dans le New York Times. De leur côté, les Britanniques, à qui le M8 a été proposé dans le cadre du prêt-bail, préfèrent se tourner vers d’autres modèles, comme le Staghound, dès mai 1942.

## Production et améliorations
Bien qu’une commande de 5 000 M8 ait été passée dès le 1er mai 1942, avant même la fin des essais du T22E2, il faut près d’un an avant que la production puisse débuter, en raison de désaccords entre Ford et le gouvernement américain sur les termes du contrat. De fait, la production ne débute qu’en mars 1943, d’abord à l’usine Ford de Saint-Paul, puis à celle de Chicago à partir du mois de mai. À cette date, le M8 n’est cependant pas encore accepté pour le service et ce n’est que le 21 août 1943 que l’Armored Force Board, après avoir passé l’été à tester le véhicule, le reconnaît apte à entrer en service.
En cours de production, les ingénieurs de Ford cherchent une solution aux problèmes récurrents de suspension rencontrés par le M8. À cette fin, des modifications sont effectuées sur deux exemplaires à partir de septembre 1943 et aboutissent en septembre 1944 au M8E1, dont les suspensions à ressorts à lames sont remplacées par des barres de torsion. Cette modification n’est finalement pas retenue, mais les recherches effectuées permettent d’introduire au cours de 1943 quelques améliorations au niveau des suspensions.
En parallèle, le développement d’un remplaçant commence dès 1943, avec une proposition de Studebaker, le T27, et une de Chevrolet, le T28. Les deux prototypes sont livrés à l’automne 1943 et testés jusqu’à l’été 1944. Ces essais montrent qu’ils sont tous deux supérieurs au M8, avec un net avantage pour le T28, qui est adopté sous le nom de Light Armored Car M38 en décembre 1944. Toutefois, l’U.S. Army considère à cette date qu’elle n’a plus besoin d’un tel véhicule et ne commande aucun exemplaire du M38, qui ne sera ainsi pas produit. De son côté, la production du M8 prend fin en juin 1945 après que 8 634 unités aient été assemblées.
La diffusion du M8 dans de nombreuses armées à partir des années 1960 entraîne l’apparition d’un grand nombre de variantes basées soit sur des modifications locales, soit sur des kits vendus par des entreprises d’armement. La firme américaine NAPCO propose ainsi une autre motorisation avec un moteur Diesel ou le remplacement du canon de 37 mm par un lance-missiles TOW. De son côté, l’entreprise française EFAB met sur le marché un kit de remplacement de la tourelle d’origine par celle de l’AML 90.

## Histoire opérationnelle

### Seconde Guerre mondiale
Le baptême du feu des M8 eut lieu en 1943 en Italie. Sur les fronts européens, il était cantonné à des rôles de reconnaissance et en Extrême-Orient, comme engin antichar. Via la loi du prêt-bail, 1 000 unités furent livrées au Royaume-Uni, à la France et au Brésil.
Les équipages le trouvaient rapide, fiable (après résolution des ennuis mécaniques de jeunesse) et suffisamment blindé et armé pour les missions de reconnaissance. Toutefois, ses médiocres capacités en tout-terrain lui étaient reprochées, les terrains montagneux des Alpes, ou boueux et enneigés des Ardennes fin 1944 le consignaient à des missions sur route, lui faisant perdre bon nombre de missions. Il était aussi vulnérable aux mines, si bien que les Britanniques plaçaient souvent des sacs de sable sous sa coque. Généralement, les M8 participèrent aussi en grand nombre à des missions de soutien d’infanterie où son faible blindage le handicapait fortement.

### Après-guerre

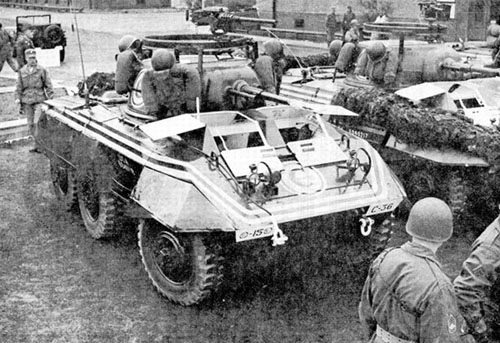
M8 aux couleurs de la United States Constabulary en 1952 en Allemagne de l’Ouest.

Après la fin de la guerre, les M8 et M20 servent à assurer les missions de police dans la zone d’occupation américaine en Allemagne au sein de l’United States Constabulary (en), ainsi que pour des tâches similaires au Japon et en Corée. Lorsque la guerre de Corée éclate en 1950, quelques dizaines de M8 sont en service dans l’armée de la Corée du Sud, dont il s’agit du seul véhicule blindé. Les Américains utilisent également de manière limitée les M8 et M20, qui sont alors encore employés par les unités de reconnaissance des divisions d’infanterie.
C’est toutefois la France qui se révèle être le plus gros utilisateur du M8 dans les décennies suivant la Seconde Guerre mondiale. Le véhicule est employé en grande quantité au sein des Groupes d’escadrons de reconnaissance (GER) et de la gendarmerie prévôtale pendant la guerre d’Indochine, au point que plusieurs centaines d’exemplaires supplémentaires sont achetés aux États-Unis. Le véhicule est également utilisé pendant la guerre d’Algérie. Il ne commence à être retiré du service au profit de l’Engin blindé de reconnaissance (EBR) qu’en 1956.
L’armée vietnamienne récupère une partie des engins français en 1954 et les utilise pendant la guerre du Viêt Nam, des exemplaires supplémentaires étant encore fournis par les États-Unis. La disponibilité et le faible coût du M8 l’amènent enfin à entrer dans l’inventaire des armées de nombreux pays dans le monde entier dans les années 1960 et 1970. Il se retrouve ainsi souvent dans des conflits de basse intensité et des guerres civiles, notamment en Afrique et d’Amérique du Sud. Le M8 est encore en service à la fin des années 1990, principalement dans des unités de police ; son usage semble toutefois avoir pris fin au cours des années 2000.

## Caractéristiques

### Mobilité
Le M8 est propulsé par un moteur Hercules JXD de six cylindres en ligne développant 110 hp. Les réservoirs de carburants sont auto-obturants.
Alors que les spécifications initiales ne demandaient qu’un 6x4, le M8 est un véhicule 6x6, les trois essieux Timken servant à la propulsion. Dans l’ensemble, le train de roulement est d’une conception assez classique et réutilise des composants issus de véhicules civils au lieu de pièces spécifiquement conçues pour le véhicule.

### Protection
Le blindage allait de 3 mm (sous la coque) à 19 mm (tourelle et face avant de la coque).
Les essais réalisés par la Desert Warfare Board en novembre 1943 ayant montré que le M8 était particulièrement vulnérable aux mines, il est décidé en janvier 1944 d’augmenter le blindage du plancher et de fournir un kit de surblindage pour les véhicules déjà produits. La mise au point de celui-ci dure jusqu’en juin 1944, ce qui conduit la plupart des unités à effectuer leurs propres modifications dans l’intervalle.

### Armement et équipement

#### Armement principal
L’armement principal du M8 est un canon M6 de 37 mm disposé en tourelle et couplé à un viseur télescopique M70D.
La dotation standard est de quatre-vingts obus, dont seize sont disposés à portée de main sur les murs intérieurs de la tourelle, le reste se trouvant dans un casier situé le long du côté droit de la caisse. Cet emplacement étant toutefois occupé par une deuxième radio sur les véhicules de la cavalerie, ceux-ci n’emportent en principe que les seize obus de la tourelle, bien qu’il ait été fréquent que les unités modifient sur le terrain les véhicules pour emporter davantage de munitions. Trois types d’obus ont été employés : le M63 explosif, la boîte à mitraille M2 et le M51B1 ou B2 perforant. Ce dernier était toutefois peu employé du fait que lorsque le M8 arriva dans les unités en 1943, son canon de 37 mm était déjà largement obsolète contre la plupart des véhicules blindés allemands. 

#### Armement secondaire
Le M8 est armé d’une mitrailleuse coaxiale M1919A4 actionnée par une pédale de pied. Cette mitrailleuse peut être démontée et un trépied pour celle-ci est stocké à bord, afin d’augmenter la capacité défensive de l’équipage dans le cas où celui-ci serait contraint d’abandonner le véhicule. Une deuxième mitrailleuse de 7,62 mm était initialement prévue en proue, mais l’idée fut abandonnée dès le printemps 1942, aucun des utilisateurs envisagés du M8 n’ayant exprimé d’intérêt pour une telle disposition.
Le premier véhicule de production était également armé d’une mitrailleuse Browning M2 de 12,7 mm et d’une de 7,62 mm montées sur pivot sur le toit de la tourelle dans le but d’assurer la défense antiaérienne. Toutefois, si la cavalerie avait exprimé le besoin d’un tel armement, le Tank Destroyer Command de son côté le déclara inutile et il ne fut pas incorporé à la production définitive. Un débat houleux s’ensuit entre les différents utilisateurs, auxquels se joignent les services du train, puis à la question de l’armement s’ajoute celle de la monture. Pendant plusieurs mois des dispositions sont discutées, négociées, prises avant d’être annulées, avec pour effet qu’en avril 1944 les M8 sont toujours produits sans cet armement. Le besoin de celui-ci étant important sur le terrain, les unités de cavalerie entreprirent cependant de monter elles-mêmes une mitrailleuse M2 en utilisant divers types de monture, en fonction de ce qu’elles purent trouver.
Pour sa défense, l’équipage dispose également de carabines M1 et de douze grenades. Des casiers situés à l’extérieur permettent en théorie d’emporter six mines antichar M1A1, mais elles étaient en pratique rarement emportées, la plupart des équipages considérant qu’il y avait trop de risques qu’elles explosent accidentellement dans le cas où le véhicule serait la cible de tirs d’armes légères.

#### Équipement radio
En principe tous les M8 auraient dû être équipés du nouveau modèle de radio SCR-508 (en), mais ces nouveaux équipements étant peu nombreux, les premiers véhicules reçurent souvent un émetteur SCR-193 (en) et un récepteur SCR-312 à la place. La SCR-508 est installée dans un renfoncement de la caisse à la gauche du tireur. C’est une radio courte portée conçue pour être assez simple d’emploi, afin de pouvoir être utilisée pour la communication entre les véhicules d’une même troupe sans avoir besoin d’un spécialiste pour la manipuler.
Les véhicules de cavalerie emportent une deuxième radio installée à la place du casier à obus, à droite du chef de char. Il s’agit d’une SCR-506 FM destinée à communiquer avec l’échelon supérieur. De même, certains véhicules opérant avec les bataillons de chasseurs de chars sont équipés de SCR-608 et 610 pour une meilleure compatibilité, ces unités employant généralement ce type de radio.
L’usage ayant montré que les radios vidaient trop rapidement les batteries lorsque le moteur était éteint, un générateur auxiliaire Little Joe est installé à partir d’octobre 1944 pour permettre l’utilisation des radios sans devoir laisser tourner le moteur en permanence.

## Variantes

### M20

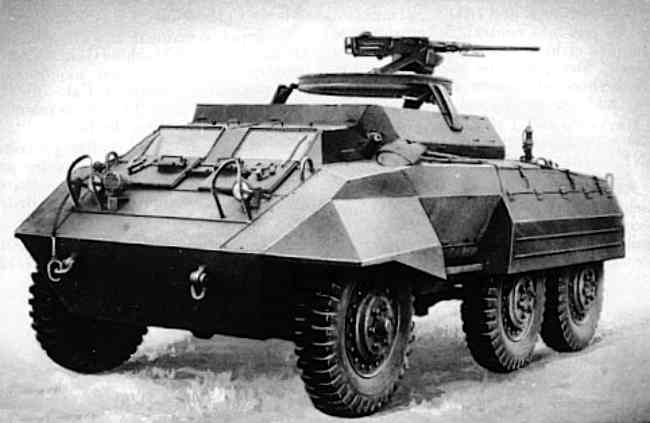
M20 Armored Utility Car.

Dès le mois de décembre 1942, des variantes du M8 sont prévues. Parmi celles-ci se trouvent notamment le véhicule blindé de commandement T26 et le transport de troupe T20. Finalement, les spécifications pour ces deux véhicules étant similaires, ils sont fusionnés en un seul sous la dénomination de Armored Utility Car T26. Le T26 est reconnu bon pour le service le 18 février 1943 sous le nom de M10. Toutefois, ce code étant déjà utilisé par le M10 Wolverine, il fut changé en M20 lorsque le véhicule fut accepté comme standard le 6 mai 1943 et la production débuta en juillet 1943 à l’usine Ford de Chicago. La production du M20 s’achève en juin 1945 avec un total de 3 680 exemplaires produits.
Le M20 se présente sous la forme d’un M8 sans tourelle, le dessus de la caisse étant entièrement ouvert, le bord de celle-ci étant simplement surélevé par un parapet de 38 cm. Cette configuration lui permet d’embarquer de cinq à sept hommes assis, ou environ 1 360 kg de matériel une fois les sièges retirés. Les premiers exemplaires sont dotés d’une mitrailleuse M2 de 12,7 mm avec une monture annulaire, mais, peu d’unités en ayant le besoin, celle-ci est retirée du modèle standard en août 1943, les troupes pouvant en installer une sur le terrain si nécessaire.

### T69 Multiple Guns Motor Carriage

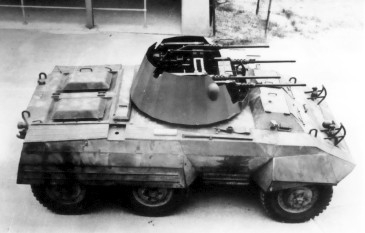
T69 Multiple Gun Motor Carriage.

En plus du T20 et du T26, une troisième version est prévue dès décembre 1942 pour remplir le rôle de véhicule anti-aérien. Le T69 est ainsi un M8 dont la tourelle d’origine est remplacée par une tourelle électrique développée par Maxson Corporation et armée de quatre mitrailleuses M2 de 12,7 mm. Les essais ne fournissent cependant pas les résultats escomptés et l’Antiaircraft Board lui préfère finalement le M16 MGMC.

### Données techniques
|                               | M8     | M20    | T69    |
| Longueur                      | 5 m    | 5 m    | 5 m    |
| Largeur                       | 2,54 m | 2,54 m | 2,54 m |
| Hauteur (m)                   | 2,25   | 2,31   | 2,16   |
| Garde au sol                  | 0,29 m | 0,29 m | 0,29 m |
| Masse à vide (kg)             | 6 577  | 5 806  | 6 940  |
| Masse en ordre de combat (kg) | 7 893  | 7 099  | 7 775  |

|                                        | M8                                | M20                               | T69                               |
| Motorisation                           | Hercules JXD 6 cylindres en ligne | Hercules JXD 6 cylindres en ligne | Hercules JXD 6 cylindres en ligne |
| Puissance                              | 110 hp à 3200 tours par minute    | 110 hp à 3200 tours par minute    | 110 hp à 3200 tours par minute    |
| Puissance massique (hp/t)              | 12,6                              | 14,1                              | 12,8                              |
| Type de carburant                      | Essence 72 octane                 | Essence 72 octane                 | Essence 72 octane                 |
| Contenance des réservoirs de carburant | 212 L                             | 212 L                             | 212 L                             |
| Vitesse maximale                       | 89 km/h                           | 89 km/h                           | 89 km/h                           |
| Autonomie                              | Env. 563 km                       | Env. 563 km                       | Env. 563 km                       |
| Franchissement hauteur                 | 0,30 m                            | 0,30 m                            | 0,30 m                            |
| Franchissement largeur                 | 0,46 m                            | 0,46 m                            | 0,46 m                            |
| Franchissement profondeur              | 0,61 m                            | 0,61 m                            | 0,61 m                            |
| Franchissement pente                   | 60 %                              | 60 %                              | 60 %                              |

|                | M8            | M20           | T69           |
| Caisse avant   | 19,1 mm à 45° | 19,1 mm à 45° | 19,1 mm à 45° |
| Caisse côtés   | 9,5 mm à 22°  | 9,5 mm à 22°  | 9,5 mm à 22°  |
| Caisse arrière | 9,5 mm à 0°   | 9,5 mm à 0°   | 9,5 mm à 0°   |
| Tourelle       | 19,1 mm à 15° | -             | 9,5 mm        |
| Tourelle toit  | 6,4 mm à 90°  | -             | -             |

|                                   | M8                                                                                              | M20 | T69                                                |
| Armement principal                | 1 canon M6 de 37 avec monture M23A1 en tourelle                                                 | - | 4 mitrailleuses Browning M2 de 12,7 mm en tourelle |
| Traverse armement principal       | 360 ° (manuel)                                                                                  | - | 360° (électrique)                                  |
| Élévation armement principal      | +20° à -10° (manuel)                                                                            | - | +85° à -10° (électrique)                           |
| Cadence de tir armement principal | 30 coups par minute                                                                             | - | 1800-2300 coups par minute                         |
| Conduite de tir                   | Visée télescopique M70D                                                                         | - | Viseur Navy Mark IX illuminé                       |
| Munitions armement principal      | 80 obus (limité à 16 sur les véhicules emportant deux radios)                                   | - | 3800 cartouches                                    |
| Armement secondaire 1             | 1 mitrailleuse Browning M2 de 12,7 mm à usage antiaérien montée sur la tourelle                 | 1 mitrailleuse Browning M2 de 12,7 mm avec monture M49 ou M66                                                                                    | -                                                  |
| Munitions armement secondaire 1   | 400 cartouches                                                                                  | 1000 cartouches | -                                                  |
| Armement secondaire 2             | 1 mitrailleuse Browning M1919A4 coaxiale                                                        | - | -                                                  |
| Munitions armement secondaire 2   | 1500 cartouches                                                                                 | - | -                                                  |
| Autre armement                    | 4 carabines M1 (400 cartouches), 12 grenades, 6 mines antichars M1A1, 4 pots fumigènes M1 ou M2 | 5 carabines M1 (500 cartouches), 12 grenades, 1 lance-roquettes antichars M9A1 (10 roquettes), 3 mines antichars M1A1, 4 pots fumigènes M1 ou M2 | 3 carabines M1 (300 cartouches)                    |
| Radio                             | 1 ou 2 radios SCR-506, 508, 510, 608 ou 610                                                     | 1 ou 2 radios SCR-506, 508, 510, 608 ou 610 | SCR 593                                            |

### Liste des utilisateurs
| Pays                             | Nombre d’exemplaires                                                                                              | Commentaire |
| -------------------------------- | --- | --- |
| Reich allemand                   | nd | Véhicules capturés réutilisées en nombre limité par l’armée allemande. |
| Allemagne de l'Ouest             | nd | En service jusqu’à la fin des années 1950 puis transférés aux gardes-frontières, qui retirent le canon.                                                                         |
| Algérie                          | nd | Obtenus auprès de la France. |
| Arabie saoudite                  | nd | |
| Autriche                         | nd | Obtenus des États-Unis dans le cadre du programme d’assistance militaire. |
| Belgique                         | nd | |
| Benin                            | nd | Obtenus auprès de la France. |
| Brésil                           | 20 pendant la Seconde Guerre mondiale.                                                                            | Tentative de modernisation avortée appelée CRR Brasileiro avec un moteur Mercedes-Benz OM-321 et conversion en 4x4.                                                             |
| Cameroun                         | nd | Obtenus auprès de la France. Moteur et transmission modernisés à la fin des années 1960 par NAPCO.                                                                              |
| Chypre                           | nd | Obtenus auprès de la Grèce. Moteur et transmission modernisés à la fin des années 1960 par NAPCO.                                                                               |
| Colombie                         | nd | Armement modifié par NAPCO en 1984 : mitrailleuse de 12,7 mm à la place du canon et lance-missile antichar TOW. Moteur remplacé par un Detroit Diesel H1 à double boîte Allison |
| République Démocratique du Congo | nd | Anciens véhicules belges utilisés par la Force publique. |
| Corée du Sud                     | 37 M8 | Livrés en octobre 1949 |
| Dahomey                          | nd | Obtenus auprès de la France. |
| El Salvador                      | nd | Moteur et transmission modernisés à la fin des années 1960 par NAPCO. |
| Etats-Unis                       | nd | Retirés du service après la guerre de Corée, quelques exemplaires transmis à diverses forces de police où ils furent utilisés jusque dans les années 1990.                      |
| Éthiopie                         | nd | Moteur et transmission modernisés à la fin des années 1960 par NAPCO. |
| France                           | 689 M8 et 205 M20 pendant la Seconde Guerre mondiale 347 M8 et M20 supplémentaires pendant la guerre d’Indochine. | Utilisés dans l’armée jusqu’à la fin des années 1950, certains exemplaires étant ensuite transmis à la gendarmerie.                                                             |
| Grèce                            | 207 | |
| Guatemala                        | nd | Moteur et transmission modernisés à la fin des années 1960 par NAPCO. |
| Haiti                            | nd | Moteur et transmission modernisés à la fin des années 1960 par NAPCO. |
| Haute-Volta                      | nd | Obtenus auprès de la France. |
| Iran                             | nd | |
| Jamaïque                         | nd | Moteur et transmission modernisés à la fin des années 1960 par NAPCO. |
| Italie                           | nd | |
| Madagascar                       | nd | Obtenus auprès de la France. |
| Maroc                            | nd | Une partie obtenue auprès de la France et une autre des États-Unis. |
| Mexique                          | nd | |
| Niger                            | nd | Obtenus auprès de la France. |
| Norvège                          | nd | |
| Pérou                            | nd | |
| Portugal                         | nd | |
| Sénégal                          | nd | Obtenus auprès de la France. |
| Sud Vietnam                      | nd | Obtenus auprès de la France. |
| Taïwan                           | nd | |
| Thaïlande                        | nd | |
| Togo                             | nd | Obtenus auprès de la France. |
| Tunisie                          | nd | |
| Turquie                          | nd | |
| Venezuela                        | nd | Moteur et transmission modernisés à la fin des années 1960 par NAPCO. |
| Yougoslavie                      | nd | Obtenus des États-Unis dans le cadre du programme d’assistance militaire. |
| Zaïre                            | nd | Moteur et transmission modernisés à la fin des années 1960 par NAPCO. |